# Adrie Visser

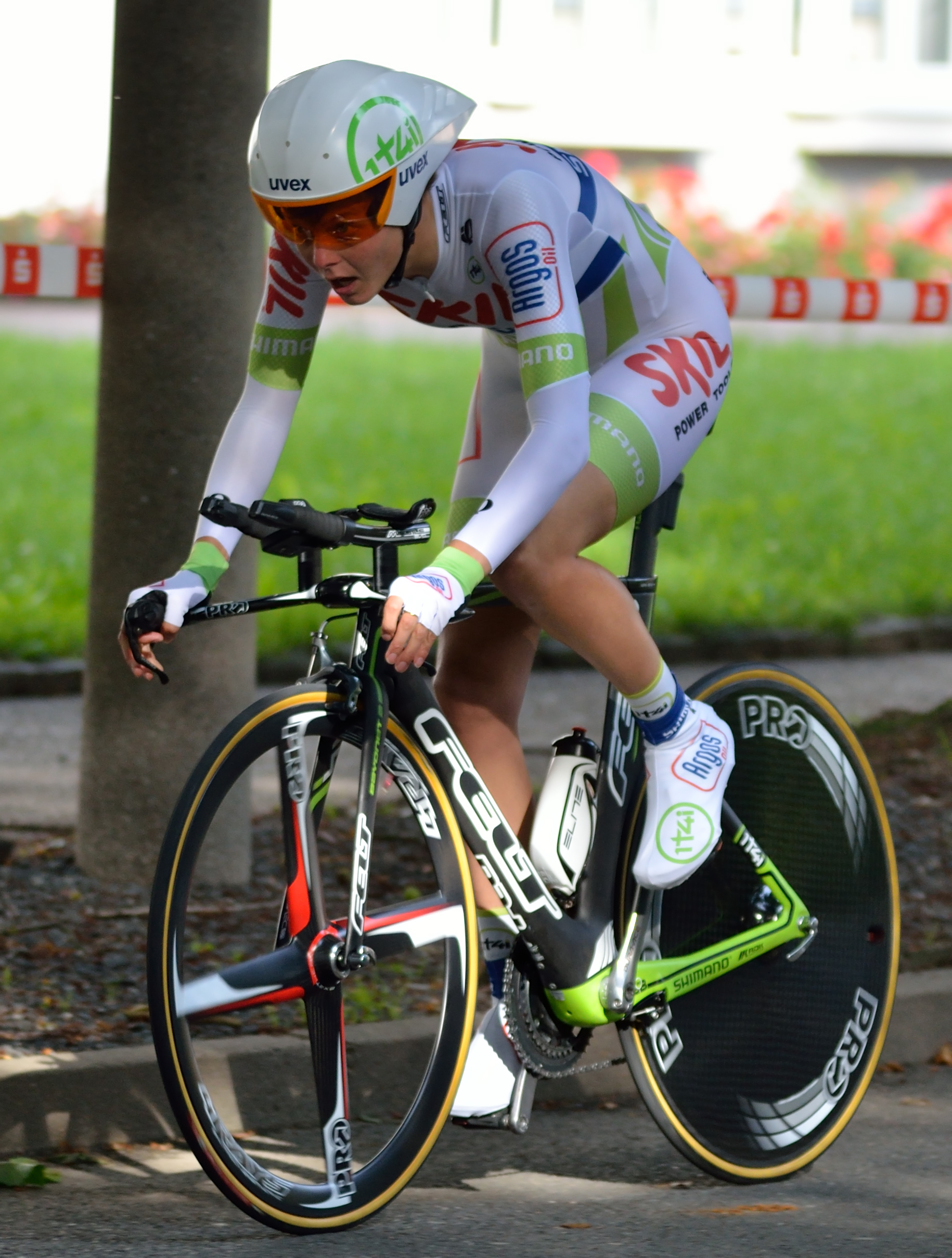
Adrie Visser bei der Internationalen Thüringen-Rundfahrt der Frauen, 2012

Adriana „Adrie“ Visser (* 19. Oktober 1983 in Hoorn) ist eine ehemalige niederländische Radsportlerin.

## Werdegang
Ihre sportliche Karriere begann Adrie Visser als Eisschnellläuferin und konnte sich als Juniorin bei Meisterschaften gut platzieren.
Dann wechselte sie zum Radsport. Seit 2002 wurde Adrie Visser elf Mal Niederländische Meisterin auf der Bahn, im Scratch, im Punktefahren und in der Einerverfolgung. 2008 gewann sie gemeinsam mit Marianne Vos das Rotterdamer Viertagerennen für Frauen. Ihre international größten Erfolge auf der Bahn hatte Adrie Visser bei den Bahn-Weltmeisterschaften 2003 in Stuttgart und 2007 in Palma, wo sie jeweils Dritte im Scratch wurde.
Anschließend verlagert Adrie Visser ihren Schwerpunkt auf die Straße, wo sie gute Platzierungen und Etappensiege vorweisen konnte, und 2009 wurde sie Siebte in der Gesamtwertung der Katar-Rundfahrt. 2011 gewann sie die Energiewacht Tour sowie den Sparkassen Giro Bochum. 2007 siegte sie auch bei einem Mountainbike-Rennen.
Im September 2013 kündigte Adrie Visser ihren Rücktritt zum Ende der Saison an.
Sie lebt zusammen mit dem Radsportler Theo Bos (* 1983) in Wieringerwerf.

## Teams
- 2004 Team Farm-Frites-Hartol
- 2005 Van Bemmelen-AA Drink
- 2006 AA-Drink Cycling Team
- 2007 DSB Bank
- 2008 DSB Bank
- 2009 DSB Bank-Nederland Bloeit
- 2010 HTC-Columbia Women’s Team
- 2011 HTC Highroad Women
- 2012 Skil 1t4i
- 2013 Boels Dolmans Cyclingteam